# ラドム

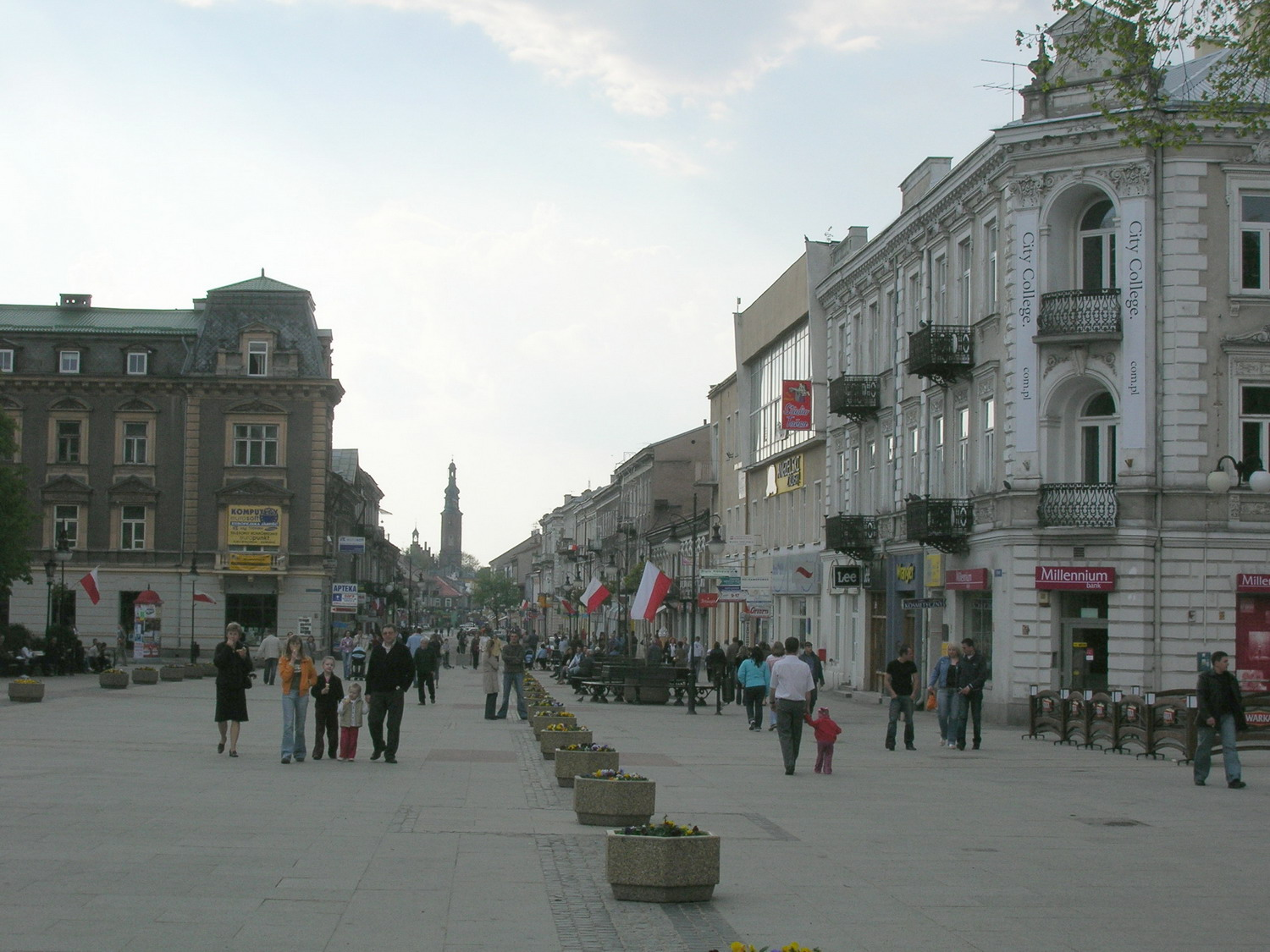
ラドムの中心街

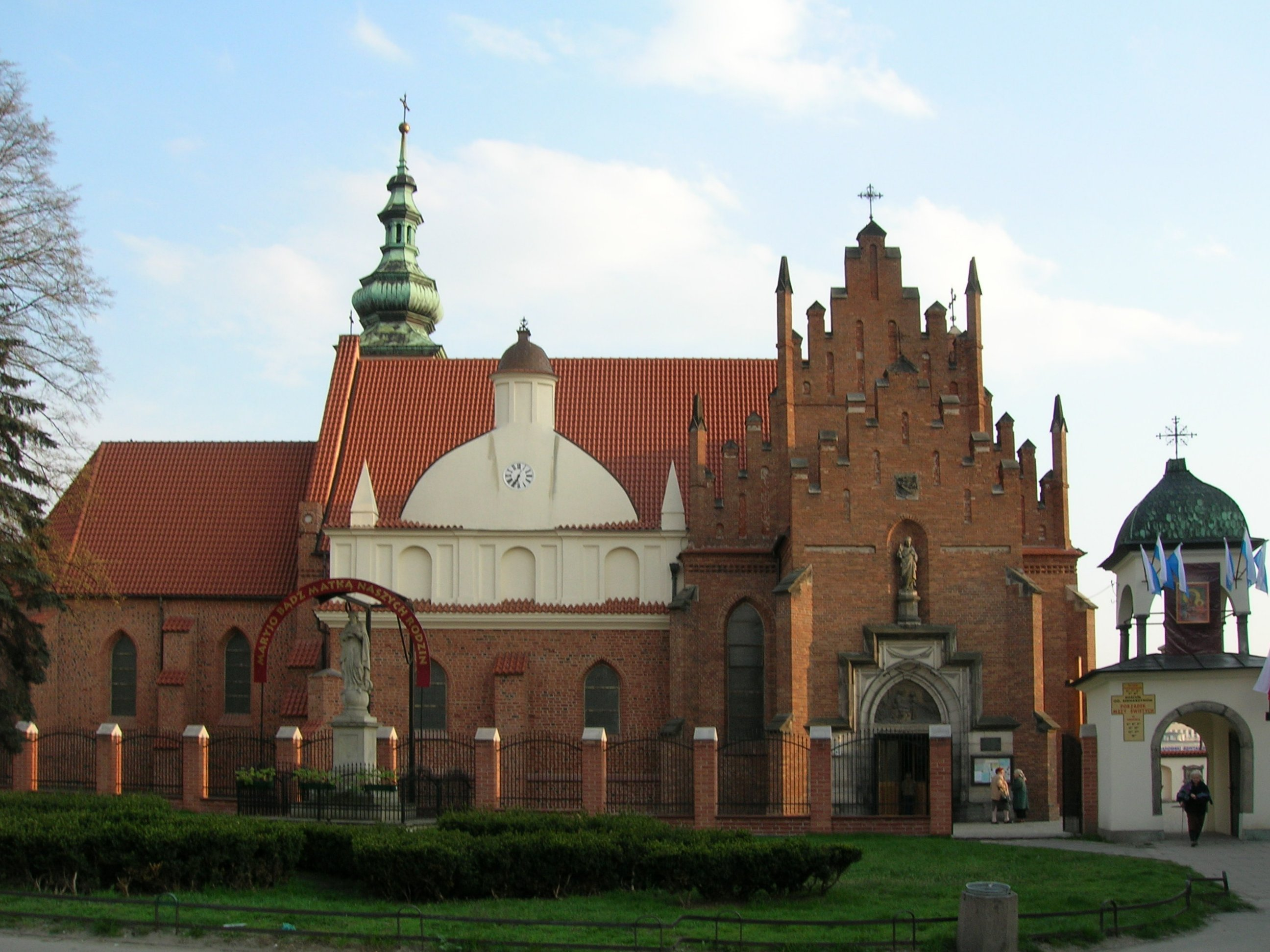
街の修道院

ラドム（Radom [ˈradɔm] ( 音声ファイル)）は、ポーランドの都市。中世にはセイム（ポーランドの身分制議会）が幾度か開催された。元はキェルツェ県に属したが、1975年の再編によりラドム県の県都となり、1998年からはマゾフシェ県に属している。人口は約20万7千人。

## 地勢・産業
ポーランド中東部の工業都市であり、金属・化学・皮革工業などが盛んであった。しかし、東欧革命後の急速な市場経済導入にともなって、多くの工場が閉鎖を余儀なくされた。そのため、学術・商業を中心とした新たな街の方向性が模索されており、大規模な航空ショーも開催している。近隣の都市としては、約100キロ東のルブリン、120キロ西のウッジ、70キロ南西のキェルツェ、90キロ北のワルシャワなどが挙げられる。

## 歴史

### 中世から近世
1155年、初めて史料にその名がみられる。中世より交通の要所として発展し、1340年にはポーランド王カジミエシュ3世のもとで新たな街が建てられた。14世紀後半に都市特権を得た。1386年に成立したポーランド・リトアニアの同君連合（ヤゲウォ朝）において、ラドムは幾度か重要な役割を果たした。1401年、この地でポーランドとリトアニアの連邦同盟が調印されたほか、幾度もセイム（ポーランドにおける身分制議会）が開催された。とりわけ、1505年に定められたニヒル・ノヴィ法令は、国王が上院・下院の両院が同意することなしに課税することを禁止する重要な内容を定めたものであった。

### 近代以降
1795年、第3回ポーランド分割によってオーストリアに併合された。この年に、ポーランドは完全に独立を失った。その後、ナポレオン戦争時に成立したワルシャワ公国の統治下におかれた。1815年より発足するウィーン体制下では、ロシアの統治下へと移った。第一次世界大戦を経てポーランドが独立したことにともない、ポーランドの都市に戻った。
独立後は工業化が進み、とりわけこの街でポーランド軍の銃器（ラドムVIS wz1935など）が生産された。
1941年、第二次世界大戦が始まるとドイツ軍はポーランドの奥地へと侵攻。ラドムは同年9月14日までにドイツの支配地域に入り、将官級を含むポーランド兵約6000人が捕虜となった。装甲車38両、砲143が鹵獲された。
戦後は、共産党政権の下で計画経済に従った工業発展が図られたが、徐々に行き詰まりをみせた。1970年代になるとラドムの労働者は政府による日用品値上げに対してデモやストライキを行うようになり、とりわけ1976年3月には暴動にまで発展する事件となった。
東欧革命後、従来までの重工業が停滞する中、航空ショーの誘致や文化振興など、新たな産業育成が図られている。

## 観光・イベント
大規模な航空ショーが開催される都市としても知られ、この際にはヨーロッパ各国の空軍も参加する。しかし、2007年9月1日にアクロバット飛行中の飛行機2機が衝突、1機が空中分解するという事故が発生した。

## 交通
ワルシャワからラドム、キェルツェを経由してクラクフ（一部はカトヴィツェ）へと向かう列車が運行している。（ただし、その区間内で専用線路を用いた高速列車が開通したため、ワルシャワからクラクフへ向かう際は、一般に高速列車が用いられる。）ワルシャワまでは約2時間弱、クラクフまでは約3時間程度。

## スポーツ
ラドミニア・ラドムが、ラドムを本拠地とするサッカークラブ。ロシア統治時代の1910年に創設された歴史あるクラブ。しかし、成績は振るわず近年は主に2部と3部を往復している。

## 主な出身者
- ヴワディスワフ・ボルトノフスキ（軍人）
- アドルフ・シュルツ＝エヴラー（ピアニスト）
- ヤチェク・マルチェフスキ（象徴主義の画家）

## 姉妹都市
- バンスカー・ビストリツァ、スロバキア
- ダウガヴピルス、ラトビア
- ホメリ、ベラルーシ
- オジョリ、ロシア
- プロイェシュティ、ルーマニア
- スタラ・ザゴラ、ブルガリア
- テルノーピリ、ウクライナ
- タラベーラ・デ・ラ・レイナ、スペイン
- マクデブルク、ドイツ